# Silk Test
Silk Test es una herramienta de automatización de pruebas funcionales y de regresión para aplicaciones empresariales, móviles, nativas y web. Originalmente fue desarrollado por Segue Software, adquirida por Borland en 2006. A su vez, Borland fue adquirida por Micro Focus International en 2009. 
Silk Test dispone de varios clientes de escritorio:
- Silk Test Workbench, un IDE con capacidad para definir guiones de pruebas automáticas de modo visual, así como mediante código VB.Net.
- Silk4J, que permite utilizar Java como lenguaje para la automatización integrado dentro de Eclipse.
- Silk4Net, al igual que Silk4J, permite utilizar C# o VB.Net para escribir el código de automatización en Visual Studio
- Silk Test Classic, que usa el lenguaje específico 4Test para la automatización. Se trata de un lenguaje orientado a objetos similar a C++, con clases, objetos y herencia.

## Características de Silk Test
Los scripts de Silk Test se graban en una base de datos relacional, de modo que puedan ser accedidos desde múltiples instalaciones. El agente de Silk Test (Classic Agent en el caso de Silk Test Classic, u Open Agent en el resto), es la herramienta que se encarga de ejecutar sobre el software bajo prueba los comandos definidos en el script.
El agente de Silk Test identifica las ventanas y controles de la aplicación bajo pruebas y guarda referencias a estos, así como a sus propiedades. De este modo, es capaz de reconocer acciones realizadas sobre los controles (como movimientos de ratón o pulsaciones de tecla), así como variaciones en las propiedades de los objetos presentes en la interfaz gráfica, siendo esto de utilidad a la hora de realizar validaciones.
Silk Test aplica además la metodología Keyword Driven Testing, por la que es posible separar la definición y la implementación de las pruebas, diferenciando los roles del analista y el automatizador, en integración con Silk Central.

### Tecnologías soportadas
Silk Test puede automatizar pruebas sobre aplicaciones con interfaces basadas en las siguientes tecnologías:
- Navegadores web
  - Microsoft Edge[1]
  - Internet Explorer
  - Mozilla Firefox
  - Google Chrome
  - Safari en iOS
  - Chrome y Stock Browser en Android
- Tecnologías de navegador
  - Web 2.0
  - AJAX y JavaScript
  - HTML5, DHTML
- Aplicaciones ricas de internet
  - Adobe Flex
  - Adobe Air
  - Silverlight
  - Applets
  - Oracle Forms
- Pantalla verde
  - Rumba
- GUIs nativas Win32 (32 y 64 bits)
- GUIs .Net (32 y 64 bits)
  - WinForms
  - WPF
- GUIs Java (32 y 64 bits)
  - SWT y RCP
  - AWT/Swing
- ERP/CRM
  - SAP (SAPGUI)
  - eCATT